# Simone Meyer
Simone Carola Meyer, geborene Schneider (* 26. Juli 1962 in Duisburg; † 22. Januar 2021 in Ribnitz-Damgarten) war eine deutsche Hörspielautorin, Dramatikerin und Drehbuchautorin.

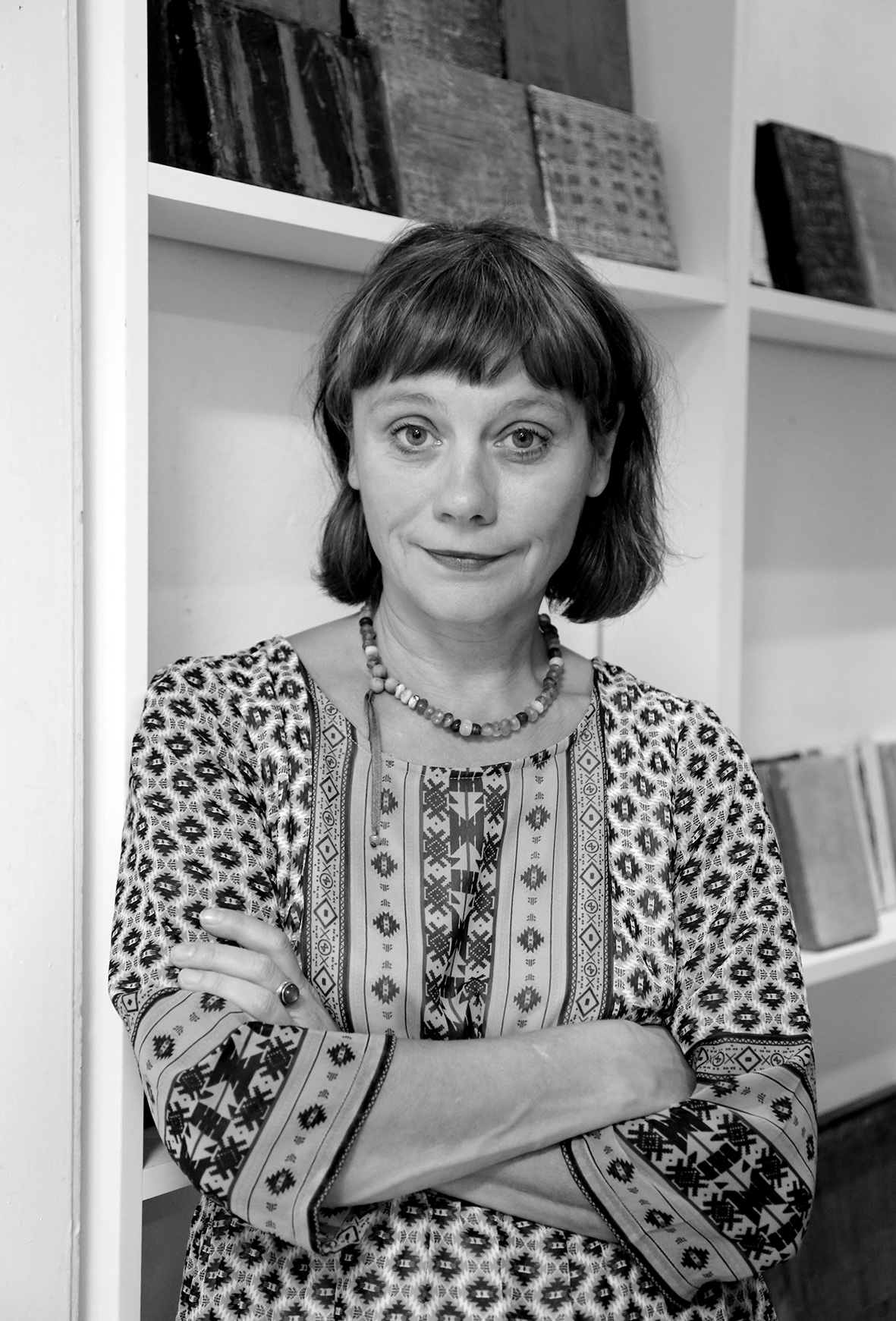
Simone Meyer (2015)

## Leben
Simone Meyer wuchs in Xanten (Niederrhein) auf und machte ihr Abitur am Lise-Meitner-Mädchengymnasium Geldern. In München, Köln und Berlin studierte sie Germanistik, Theaterwissenschaft und Philosophie. Während des Studiums arbeitete sie als Regieassistentin im Théâtre des Amandiers in Nanterre, ihr Abschluss als Magistra Atrium (M.A.) erfolgte an der Freien Universität Berlin.
Als Literatur- und Theaterkritikerin schrieb sie für Tageszeitungen und Sender, u. a. die taz und den SFB. Während ihrer Arbeit als Theater- und Hörspielautorin unterrichtete Meyer Szenisches Schreiben an der UdK Berlin.
Sie war Mitbegründerin der Berliner Autorenvereinigung „Theater Neuen Typs“, die neue deutsche Stücke am Renaissance-Theater Berlin vorstellte. Ab 2003 wirkte sie als Autorin bei verschiedenen Fernsehserien mit, besonders Polizeiruf 110 und Tatort. Sie entwickelte Serienkonzepte für Grundy-Ufa und Studio Hamburg. Zwei Erzählungen ihres geplanten Erzählungsbandes Zehn Gefühle, die schwer zu beschreiben sind erschienen 2013/14 als Sonderdrucke bei Alligatorpress.
Simone Meyer war mit dem Maler und Zeichner Christoph Meyer verheiratet. Sie lebte und arbeitete in Berlin und in ihrem Zweitdomizil an der Ostsee. Sie starb im Januar 2021 in Ribnitz-Damgarten im Alter von 58 Jahren an den Folgen einer schweren Erkrankung.

## Werk

### Filmographie (Drehbücher/Konzepte)
- 2002  Schattenfrau, Drama, Treatment, WDR
- 2003  Korallen, Drama, Treatment, ndf
- 2004  Bianca – Wege zum Glück, Grundy-Ufa, Writer
- 2005  Tessa – Leben für die Liebe, Grundy-Ufa, Headwriter
- 2006  Fünfzehn Jahre, Drama, Drehbuch, Kaminskistiehm-Film, gefördert durch Medienboard Berlin-Brandenburg
- 2007  Konzeptautorin Studio Hamburg, Traumfabrik
- 2008  BR-Polizeiruf 110 Flensburg (AT), BurkertBareiss-Development, Produzentin: Gloria Burkert
- 2008  MDR-Tatort Mauerblümchen, Saxonia Media, Produzent: Jan Kruse (Sendetermin März 2009)
- 2009  Eden (AT), Fernsehfilm, 2 Teile, nach dem gleichnamigen Roman von S. Knauss, teamworx
- 2009  MDR-Tatort Todesschütze (AT), Saxonia Media
- 2010  Eine mutige Frau, Fernsehfilm, 2 Teile, teamworx Konzeptautorin Studio Hamburg, Serienwerft
- 2010  Rosa Flamingo, Moderner Familienfilm, TV 60
- 2010   Konzeptautorin Studio Hamburg, Serienwerft
- 2012   Konzept Soko Zürich, Studio Hamburg, Serienwerft

### Bühnenstücke
- 1994  Die Nationalgaleristen, Uraufführung: Münchener Kammerspiele, 8. Oktober 1994, Regie: Jens-Daniel Herzog
- 1996 Orwell. Ein Stück, Uraufführung: Nationaltheater Mannheim, 25. Mai 1996, Regie: Armin Petras
- 1998 Ein kleiner Lord, nach F.H. Burnett, Uraufführung: Theater Dortmund, Schauspielhaus, 28. November 1998, Regie: Jens Schmidl
- 1998 Malaria, Uraufführung: Deutsches Schauspielhaus, Hamburg, 19. März 1998, Regie: Anselm Weber
- 1999 Ägypter, Uraufführung: Schauspiel Leipzig, 22. Februar 1999, Regie: Kazuko Watanabe
- 2000 Kameliendame, nach Alexandre Dumas fils, Auftragsarbeit des Schauspiels Frankfurt am Main, Uraufführung: 24. März 2000, Regie: Amelie Niermeyer
- 2000 Springerin, Uraufführung: Theater Duisburg in Koproduktion mit dem Schauspiel Bonn, 7. Mai 2000, Regie: Ernst M. Binder

### Hörspiele
- 1990: Vogel Kleist, Hörspielproduktion des RIAS Berlin, Regie: Jörg Jannings
- 1991: Lullaby – Regie: Martin Daske (Hörspiel – BR)
- 1992: Roter Stern, BR, Regie: Ulrich Gerhardt (Hörspiel des Monats März 1992)
- 1993: Das Gebet der Stunde, BR, Regie: Ulrich Gerhardt
- 1994: Die Schöne und das Tier, DLR Berlin, Regie: Jörg Jannings
- 1995: Alex, als Hörstück komponiert von Stefan Hardt, BR, 1995 Hörspiel des Monats Dezember, 1996 nominiert für den Prix Italia, veröffentlicht in: „Sklaven 17“
- 1998: Ein kleiner Lord, DLR Berlin, Regie: Jörg Jannings
- 1999: Sichtbar vom All, NDR
- 2001: Daniel und die Zauberin von Zaubabel, DLR Berlin
- 2003: Finnische Philosophinnen, BR

### Veröffentlichungen in Zeitschriften, Sonderdrucke
- „Jacketts“: in. Alternativ Théatrale, 57
- „Tee und Biscuit“, Kurzgeschichte, in: Next Generation, 1998
- „Alex. Vier Sätze“, in: Sklaven 17
- „Dixieland“, Kurzgeschichte, in: Theater der Zeit
- „Schützen“, Kurzgeschichte, in: Theater der Zeit
- „Humbug 2“, in: Entwerter/Oder
- „Prag für Hunde“, Erzählung, Alligator-Press, 2013
- „Blomesche Wildnis“, Erzählung, Alligator-Press, 2014

## Auszeichnungen
- 1992: Nominierung für den Hörspielpreis der Kriegsblinden für ihr Hörspiel „Roter Stern“[1]
- 1992: „Lautsprecher“-Preis der Publikumsjury der Akademie der Künste
- 1993: Bronze Medal of the New York Festival of Radio-Drama

## Belege
1. 1 2 3  Zum Tod von Simone Meyer, kiepenheuer-medien.de vom 28. Januar 2021, abgerufen am 29. Januar 2021

| Personendaten    | Personendaten                                              |
| ---------------- | ---------------------------------------------------------- |
| NAME             | Meyer, Simone                                              |
| ALTERNATIVNAMEN  | Schneider, Simone (Geburtsname)                            |
| KURZBESCHREIBUNG | deutsche Hörspielautorin, Dramatikerin und Drehbuchautorin |
| GEBURTSDATUM     | 26. Juli 1962                                              |
| GEBURTSORT       | Duisburg                                                   |
| STERBEDATUM      | 22. Januar 2021                                            |
| STERBEORT        | Ribnitz-Damgarten                                          |